# Semnolius albofasciatus
Semnolius albofasciatus är en spindelart som beskrevs av Cândido Firmino de Mello-Leitão 1941. 
Semnolius albofasciatus ingår i släktet Semnolius och familjen hoppspindlar. Inga underarter finns listade i Catalogue of Life.